# جيمس ثيري
جيمس سبنسر هنري ادمون مارسيل تشيغي (بالإنجليزية:James Spencer Henry Edmond Marcel Thierrée) (مواليد 2 مايو 1974 -) ممثل ومخرج وممثل في السيرك وعازف كمان اشتهر العروض المسرحية التي تمتزج السيرك المعاصر والتمثيل الصامت والرقص، والموسيقى وهو حفيد الممثل المعروف تشارلي تشابلن.

## روابط خارجية
- Official website of La Compagnie du Hanneton
- جيمس ثيري على موقع IMDb (الإنجليزية)
- جيمس ثيري على موقع روتن توميتوز (الإنجليزية)
- جيمس ثيري على موقع ألو سيني (الفرنسية)
- جيمس ثيري على موقع أول موفي (الإنجليزية)
- جيمس ثيري على موقع قاعدة بيانات الأفلام السويدية (السويدية)
- جيمس ثيري على موقع قاعدة بيانات الفيلم (الإنجليزية)
- جيمس ثيري على موقع كينوبويسك (الروسية)